# Thenmuli Rajaratnam
Thenmuli Rajaratnam var den kvinnliga självmordsbombare och LTTE-medlem som dödade sig själv, Rajiv Gandhi och 16 andra människor i ett attentat 21 maj 1991 i den indiska staden Sriperumbudur nära Chennai.